# 루츠 바냐
루츠 바냐(독일어: Lutz Wanja, 1956년 6월 6일 ~ )는 전 동독의 수영 선수로 1973년 세계 수영 선수권 대회에서 동메달을 획득했다.
1974년과 1977년 LEN 유럽 수영 선수권 대회에서 3개의 메달을 획득한 그는 1972년 하계 올림픽과 1976년 하계 올림픽때 100m와 200m 배영에서 활약하였고, 후기의 올림픽에서 100m 배영 5위를 했다.
은퇴 후, 바냐는 수영 코치로 일했고 동독의 도핑 프로그램에 참여했다.
그의 아내 바르바라 크라우제는 독일의 올림픽 수영 선수이고, 그들의 아들 로베르트 바냐 역시 수영 선수이다.